# Cymbilaimus lineatus
Cymbilaimus lineatus е вид птица от семейство Thamnophilidae.

## Разпространение
Видът е разпространен в Боливия, Бразилия, Колумбия, Коста Рика, Еквадор, Френска Гвиана, Гвиана, Хондурас, Никарагуа, Панама, Перу, Суринам и Венецуела.